# Катя Пікколіні
Катя Пікколіні (італ. Katia Piccolini; нар. 15 січня 1973) — колишня італійська тенісистка.
Найвищу одиночну позицію світового рейтингу — 37 місце досягла 22 липня 1991, парну — 160 місце — 20 квітня 1992 року.
Здобула 7 одиночних титулів туру ITF.
Найвищим досягненням на турнірах Великого шолома було 3 коло в одиночному розряді.

## Фінали ITF

### Одиночний розряд: 12 (7–5)
| турніри $100,000 |
| турніри $75,000  |
| турніри $50,000  |
| турніри $25,000  |
| турніри $10,000  |

| Результат | Ранг | Дата            | Місце                   | Покриття | Суперниця         | Рахунок       |
| --------- | ---- | --------------- | ----------------------- | -------- | ----------------- | ------------- |
| Поразка   | 1.   | 4 липня 1988    | Кава-де-Тіррені, Італія | Ґрунт    | Крістіане Гофманн | 1–6, 6–7      |
| Поразка   | 2.   | 11 липня 1988   | Сецце, Італія           | Ґрунт    | Катажина Новак    | 4–6, 6–2, 4–6 |
| Перемога  | 3.   | 18 липня 1988   | Суб'яко, Італія         | Ґрунт    | Франческа Романо  | 7–5, 6–3      |
| Перемога  | 4.   | 16 квітня 1990  | Неаполь, Італія         | Ґрунт    | Маркета Кохта     | 6–2, 6–4      |
| Поразка   | 5.   | 7 травня 1990   | Модена, Італія          | Ґрунт    | Емануела Зардо    | 1–6, 6–4, 5–7 |
| Перемога  | 6.   | 2 вересня 1991  | Арцакена, Італія        | Тверде   | Саманта Сміт      | 6–2, 6–7, 6–4 |
| Перемога  | 7.   | 13 липня 1992   | Сецце, Італія           | Тверде   | Марція Гроссі     | 6–3, 3–6, 6–2 |
| Перемога  | 8.   | 21 вересня 1992 | Ачиреале, Італія        | Ґрунт    | Лаура Лапі        | 6–3, 6–2      |
| Перемога  | 9.   | 19 липня 1993   | Сецце, Італія           | Ґрунт    | Лаура Лапі        | 6–3, 6–2      |
| Поразка   | 10.  | 14 липня 1997   | Чивітанова, Італія      | Ґрунт    | Маріяна Ковачевич | 0–6, 0–6      |
| Поразка   | 11.  | 27 квітня 1998  | Сан-Северо, Італія      | Ґрунт    | Вероніка Стеле    | 4–6, 3–6      |
| Перемога  | 12.  | 6 липня 1998    | Ф'юмічіно, Італія       | Ґрунт    | Алессія Ломбарді  | 6–2, 1–6, 6–2 |